# Artybach
Artybach (en russe : Артыбаш, en altaï méridional : Артыбаш, Artıbaş), est un village de la république de l'Altaï en Russie. Se trouvant dans le raïon de Tourotchak, il se situe dans le nord de la république. Il est l'un des plus vieux villages de la république, bien qu'habité de manière discontinue, avec une première mention en 1628, bien que sa date de fondation précise soit inconnue. Sa population s'élevait à 616 habitants lors du recensement de 2021. Il est le chef-lieu de jure de la municipalité rurale d'Artybach, qui englobe plusieurs villages de la zone, même si le siège est sur l'autre rive à Iogatch.
Village bordant le lac Teletskoïe, site classé à l'UNESCO au sein des montagnes dorées de l'Altaï, il est l'un des plus touristiques de toute la république avec son confrère, Iogatch, située de l'autre côté de la rive. Artybach est le lieu de la source de la Biia, l'une des deux rivières donnant naissance à l'Ob.

## Toponymie
Le nom du village Artybach vient de la langue altaï, du mot « artu / arty » signifiant « gué », et du mot « bash » signifiant « gorge, rapides ». Le nom du village veut ainsi dire « le début des rapides » (sur la rivière Biia).

## Géographie

### Situation administrative
Le village d'Artybach est situé dans la république de l'Altaï, une république du sud de la Sibérie en Russie. Le village fait partie du district fédéral sibérien, et se situe à 462 km au sud-est de Novossibirsk, la capitale du district. Elle se trouve aussi à 3 220 km à l'est de Moscou, ainsi qu'à 91 km au sud de Gorno-Altaïsk, la capitale de son sujet.
Artybach est un des trente-deux villages du raïon de Tourotchak, le raïon le plus au nord de la république de l'Altaï. Tourotchak, son chef-lieu, se situe à 53 km au nord du village. Le village fait partie de la municipalité rurale (municipalité) d'Artybach, dont le village en est son chef-lieu. Cette municipalité regroupe 4 localités : Artybach ; Iogatch, Novotroïtsk et Iaïliou.
|  |          |                |
|  | Artybach |                |
|  | Iogatch  | Lac Teletskoïe |

### Situation géographique
Le village d'Artybach se trouve dans le nord du Haut-Altaï, nom de la partie russe de l'Altaï, un vaste système montagneux en Asie centrale. Plus précisément, le village est bordé au nord par les monts de la chaîne de la Biia (ru), un des chaînons les plus septentrionaux de l'Altaï, et un des moins élevés, avec un point culminant, le Koubez, de seulement 1 555 m.
Plus précisément, le village se trouve à 435 m d'altitude au niveau du rivage. Il possède un littoral d'environ 6 km sur la partie la plus occidentale du lac, qui est la plus en aval. Cette section se trouve au nord du lac, la rive sud étant occupée par le village de Iogatch. La largeur du lac entre les deux rives est inférieure à 700 m, et se rétrécit au fur et à mesure que l'eau s'écoule. La partie la plus étroite, au niveau du pont, est la fin du lac, et la source de la Biia, une des deux rivières, avec la Katoun, qui forment l'Ob au niveau de Biïsk.
Le village est entouré au nord par des montagnes d'une altitude de 600 à 900 m. Le village est assez étroit, sa largeur maximale est inférieure à 900 m. Plusieurs de ces monts ont des noms, dont le Koujeran culminant à 703 m juste au-dessus de l'endroit où se trouve le pont. Il y a aussi le Perlou, aussi nommé Tilan-Touu, avec ses 677 m, vers le centre du village ; et les monts Tcha, un peu au nord-est (hors de la carte ci-dessous), culminant au maximum à 914 m.

Carte d'Artybach sur OSM (au nord du lac).

### Climat

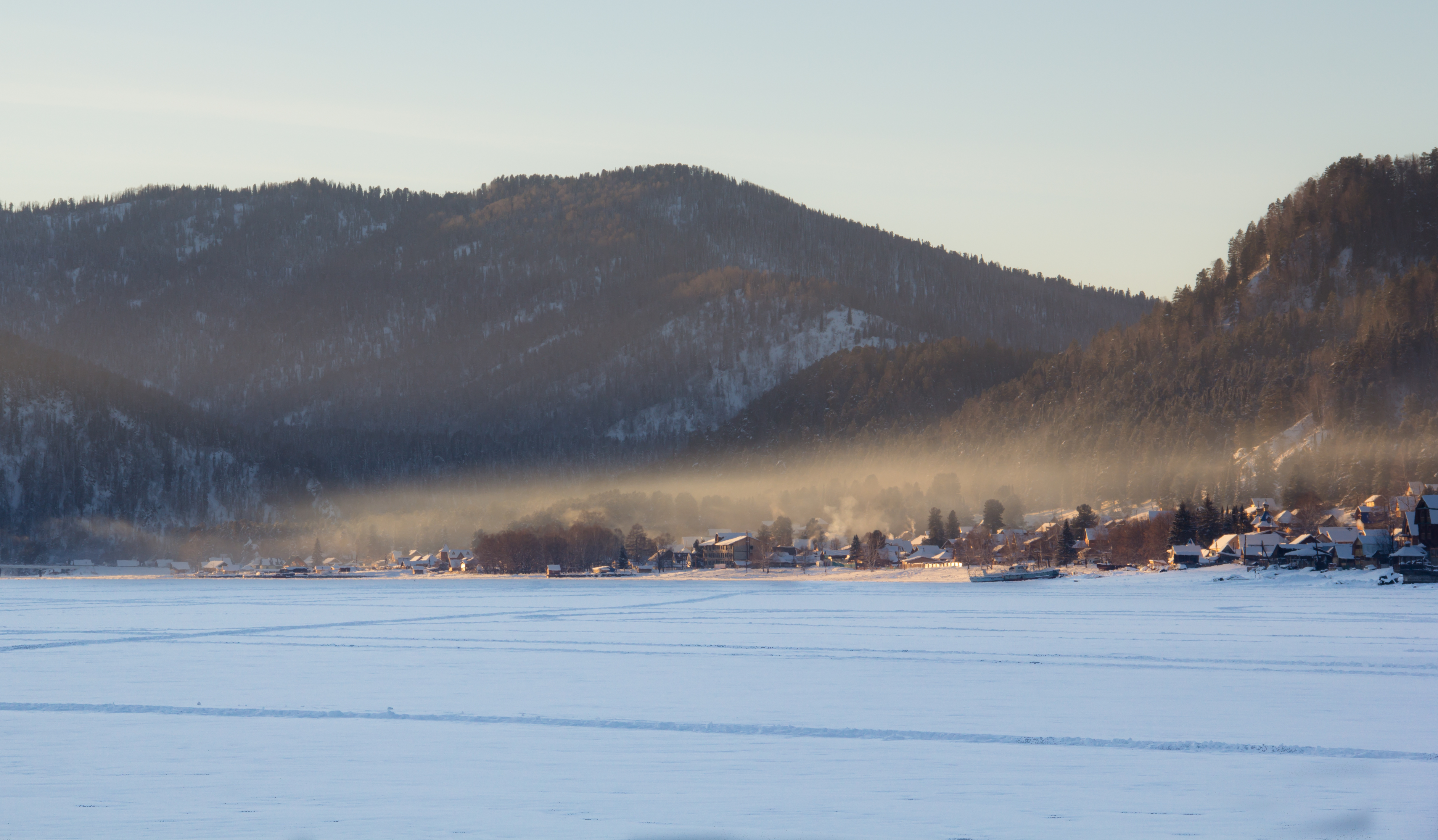
Artybach en hiver.

Le climat d'Artybach, est comme celui de Iogatch, de l'autre côté de la rive, de type Dfb selon la classification de Köppen. C'est-à-dire que le climat est tempéré, avec des précipitations importantes, surtout l'été. Le mois le plus chaud est juillet, le plus froid est janvier. Pour l'ensoleillement, juin a le plus d'heures de soleil avec 355,13 h, soit 11,84 h/j. Au contraire, janvier en a le moins, avec seulement 157 h, soit une moyenne de 5,23 h/j.

L'étendue entre le maximal absolu et le minimum absolu est de 82 °C. L'hiver, les températures peuvent être plus froides en altitude à cause de l'apparition de couches d'inversion. A contrario, des effets de foehn peuvent se produire, mais bien moins fréquemment, qui réchauffent l'air. L'été, la température de l'eau du lac ne dépasse pas les 16 °C, et l'hiver le lac est glacé au niveau du village,.

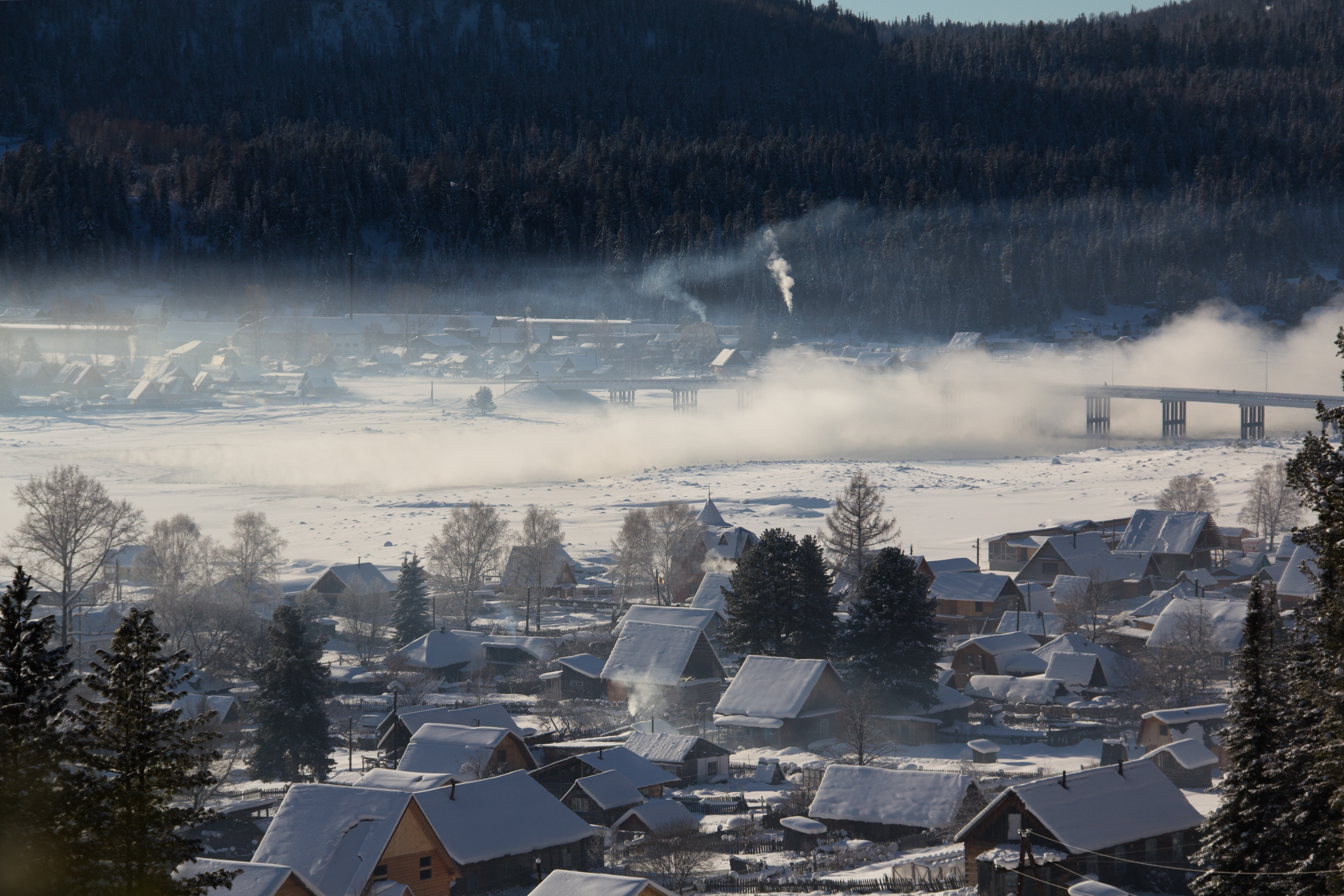
Centre du village en plein hiver (31/12/2012).

| Mois                                | jan.  | fév.  | mars  | avril | mai | juin | jui. | août | sep. | oct. | nov.  | déc.  | année |
| ----------------------------------- | ----- | ----- | ----- | ----- | --- | ---- | ---- | ---- | ---- | ---- | ----- | ----- | ----- |
| Température minimale moyenne (°C)   | −19,7 | −17,6 | −10,9 | −4,2  | 1,5 | 8,9  | 11   | 9,2  | 3,7  | −2,8 | −10,7 | −17,2 | −4,07 |
| Température moyenne (°C)            | −15,6 | −12,3 | −5,1  | 1,7   | 8,1 | 14,9 | 16,4 | 14,8 | 9,2  | 1,6  | −6,6  | −13,3 | 1,15  |
| Température maximale moyenne (°C)   | −11,3 | −6,9  | 0,7   | 7,5   | 14  | 20   | 21,1 | 19,8 | 14,5 | 6,4  | −2,6  | −9,4  | 6,15  |
| Précipitations (mm)                 | 41    | 40    | 64    | 114   | 154 | 168  | 187  | 171  | 136  | 112  | 94    | 63    | 1 344 |
| Nombre de jours avec précipitations | 7     | 6     | 8     | 11    | 12  | 13   | 15   | 13   | 11   | 10   | 11    | 10    | 139   |
| Humidité relative (%)               | 72    | 69    | 67    | 67    | 67  | 74   | 78   | 76   | 72   | 74   | 78    | 75    | 76,58 |

## Histoire

### Origines
Le village d'Artybach est certainement l'un des plus vieux de la république de l'Altaï, bien que sa date de fondation ne soit pas connue. L'on sait qu'entre le XIVe et le XIVe siècle, des Altaïens ont commencé à s'installer dans le territoire moderne du raïon de Tourotchak. À cette période-là, ils avaient un mode de vie nomades, vivant dans des yourtes le long des rivières. En arrivant sur ses terres, ils ont rentré les Toubalars, les Tchelkanes et les Koumandines, qui vivaient dans la région du Teletskoïe. Ces différents groupes de populations vivant dans le nord du Haut-Altaï sont parfois appelés en Russie les Altaïens du Nord.
Au XVIIe siècle, les cosaques de Sibérie ont commencé la conquête de la Sibérie, avec à sa tête Ermak Timofeïévitch. Dans le Haut-Altaï, quelques détachements cosaques ont commencé à s'installer, même si la plupart préféraient s'installer au piedmont de l'Altaï (le kraï de l'Altaï).
Ainsi, en 1628, le nom d'Artybach apparaît pour la première fois sur un document, qui fait états de 48 groupes nomades d'Altaïens qui ont rendu hommage au tsarat de Russie au travers du Iassak . Mais savoir si Artybach désignait un village ou un juste un lieu est impossible à cause du manque d'informations. Possiblement qu'il y avait bien un village d'Altaïens à ce moment-là à l'endroit ou le lac devenait la Biia, mais il n'est pas sûr.

### Empire russe
Vers 1822, un groupe de cosaques s'est installé à l'endroit où le lac devenait la Biia, sur la rive nord. À ce moment-là, l'endroit n'est pas habité, et les cosaques se sont installés de manière temporaire afin de pêcher du hareng pour le vendre ensuite dans les grandes villes et villages. La date, 1822, est approximative, ayant été estimée par le géologue russe Gregor von Gelmersen lors d'une visite quelques années plus tard.
Justement, quelque part entre le 4 et le 9 juillet 1834, Gregor von Gelmersen découvre l'endroit moderne du village, qui est alors vide. En moins de dix ans, les traces de la pêcherie ont presque totalement disparu.
En 1856, Mikhaïl Vassilievitch Tchevalkov (ru) a commencé à pêcher ici. Même si écrivain, il n'a pas écrit quant à si l'endroit était habité lorsqu'il s'y est installé. Par contre, on sait que des Altaïens vivaient alors de l'autre côté de la rive, dans les alentours de l'actuel Iogatch.
En 1893, dans la liste des lieux peuplés du gouvernement de Tomsk de 1893, le village d'Artybach est listé au sein du volost de Kebezen, avec 20 ménages, dans lesquels se trouvent 48 hommes et 34 femmes. Mais ces habitants vivaient possiblement dans des yourtes, et non dans des maisons en bois. Comme il n'apparaît pas dans la liste de 1886, la date probable, depuis que la zone est habitée continuellement, se situe dans un intervalle de sept ans entre 1887 et 1893.
En 1897, le village est mentionné dans un écrit de Veniamine Petrovitch Semionov-Tian-Chanski (ru), même s'il ne décrit pas le village. La même année, la mission spirituelle de l'Altaï (ru) (des missionnaires orthodoxes), notent la présence du lieu, qui est alors nommé Artu-Bach.
En 1898, Sergueï Chvetsov Porfirievitch (ru) souligne que 18 fermes nomades se trouvent dans la région du lac, mais ne disant pas si Artybach est alors peuplé de manière continuelle ou non.
En 1899, l'endroit apparaît dans la liste des lieux peuplés du gouvernement de Tomsk de 1899, où il y a alors 50 et 36 femmes se répartissant dans 15 ménages.
Le 13 juin 1905, Viktor Ivanovitch Verechtchaguine (ru) nota qu'il y avait des cabanes de colons russes pêcheurs dans le village ainsi que des yourtes d'Altaïens et Téléoutes. Le village vivait alors selon lui de l'élevage, de la pêche et de la chasse.
En 1906, la mission spirituelle de l'Altaï nomme l'endroit Arty-Ajou, et dit que plusieurs familles altaïennes ont été baptisées. À ce moment-là, le village est dirigé par un chef altaïen. La plupart des Russes parlaient alors aussi altaï, la mission notant même que certains parlaient mieux altaï que les Altaïens.
En 1908, Viktor Ivanovitch Verechtchaguine (ru), revisitant l'endroit lors de la période estivale, nota la présence d'un « village ». C'est la première fois que le terme est employé pour décrire Artybach, l'endroit étant avant désigné comme un lieu ou une ferme nomade.
À l'été 1910, d'après le chef de l'ouïezd de l'Altaï note que le village est une plaque tournante du commerce dans la région, grâce à la pêche. L'hiver, les marchandises sont transportées en traîneaux, l'été en bateaux, sur la Biia en direction du nord ou sur le Teletskoïe en direction du sud.
Ce même été, des voyageurs anglais ont visité le village et le lac, manquant d'ailleurs de se noyer, faisant d'eux les premiers touristes dans le village.
Dans la liste des lieux peuplés du gouvernement de Tomsk de 1911, 47 ménages composés de 151 hommes et 149 femmes sont notés dans le village.
Une école est ouverte dans le village en 1913 par la mission spirituelle de l'Altaï, ainsi qu'une église dédiée à saint Innocent d'Irkoutsk en 1915.

### Période soviétique
Le village resta à l'écart des combats pendant la guerre civile russe. La région du Haut-Altaï était contrôlée par les blancs jusqu'en 1919, lorsque les rouges ont organisé un soulèvement qui a réussi. Seul un mort fut à déploré dans le village pendant cette période.
Entre 1919 et 1922, la subdivision hydrotechnique de l'Altaï étudia la possibilité de créer un barrage, mais rien ne fut entreprit à cause de la guerre civile.
En 1923, des études furent à nouveau faites, mais rien ne fut concrétisé.
En 1925, le selsoviet d'Artybach fut fusionné avec celui de Kebezen afin de renforcer l'activité économique. Artybach était alors composé à majorité d'Altaïens.
La même année, Vassili Sapojnikov se rendit dans le village. Il note que le village se composait de plusieurs dizaines de maisons, et que les résident s'adonnaient à l'élevage bovin, à la pêche, au transport sur le lac, à la sylviculture, etc.

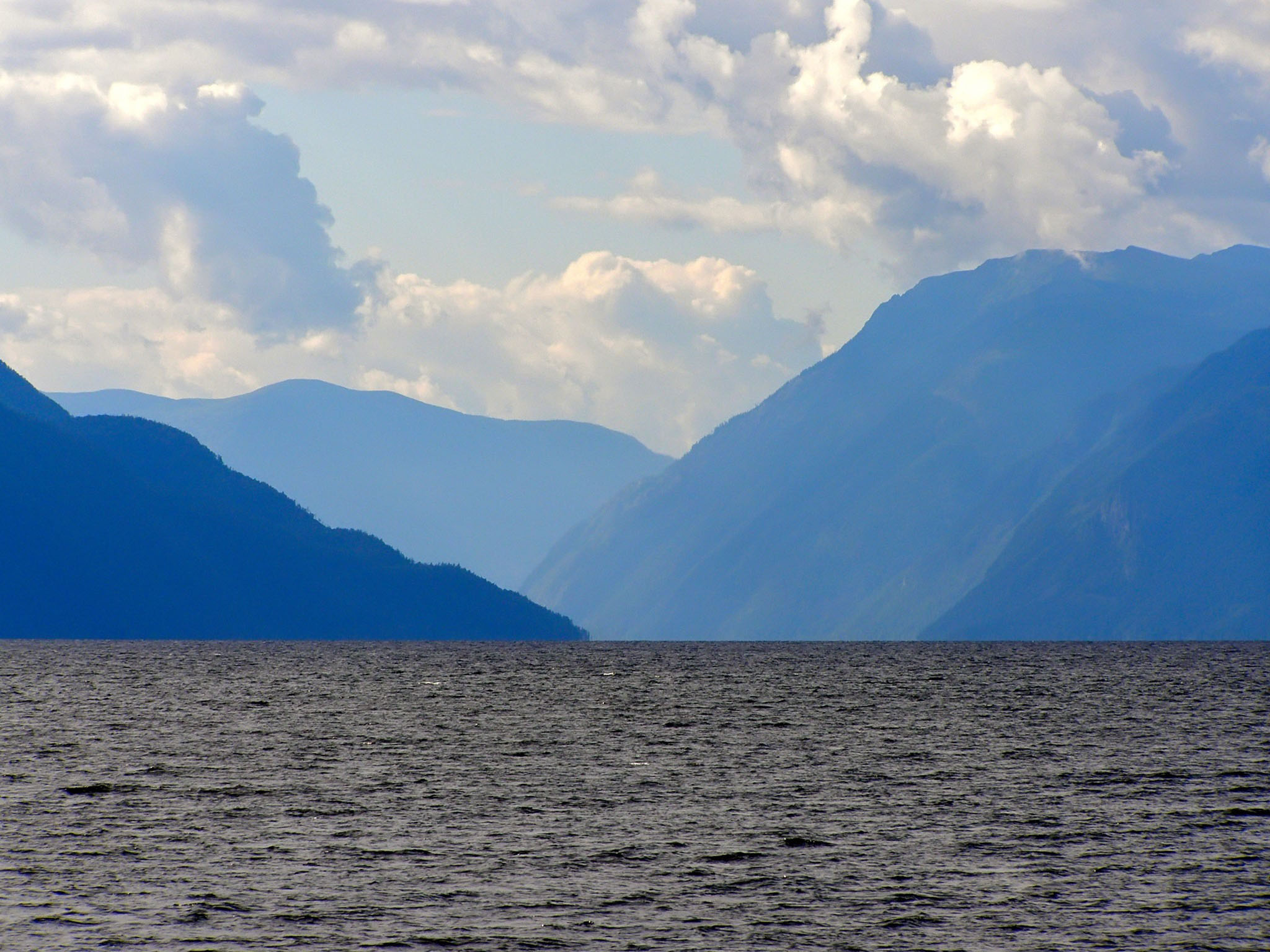
Vue du Teletskoïe depuis Artybach.

D'ailleurs, c'est à cette période que le tourisme commença dans le village, même si réservée à une élite. Les premières excursions sur le Teletskoïe commencèrent. Mais les bateaux restaient surtout utilisés pour le transport. En effet, la vallée du Tchoulychman et ses petits villages, de l'autre côté du lac, n'étaient pas accessibles par la terre à cause du relief trop escarpé. Il fallait donc transporter les biens par le lac, l'été par bateau et l'hiver sur la glace.
En 1926, le selsoviet d'Artybach est recréé. Le village est alors peuplé de 115 hommes et de 119 femmes.
L'année suivante, de nouvelles études sont effectuées dans le but de construire une centrale hydroélectrique. De plus, un centre de pompage est construit près d'Artybach pour récupérer l'eau.
En 1928, un camping de la Société pour le tourisme prolétarien fut ouvert dans le village.
En 1929, une coopérative fut ouverte dans le village, et en 1930, on estimait que la population était encore majoritairement altaïenne. Le village repose toujours sur la chasse et la pêche dans le lac, ainsi que de la sylviculture.
En 1932, une ferme collective nommée Altyn-Köl (d'après le nom altaï du lac) fut ouverte à Artybach.
En 1936, l'école fut rénovée, le taux d'alphabétisation était en hausse, et les rues furent rénovées afin de rendre plus propre le village.
En 1942, une usine de produits de poisson fut ouverte à Artybach.
Pendant la Seconde Guerre mondiale, 35 habitants du village décédèrent sur le front.
En 1949, une ligne de téléphonique fut ouverte, reliant le village à Tourotchak.
En 1953, un nouveau bâtiment pour l'école fut achevé.
L'année 1954 fut marquée par la construction d'un pont en bois vers Iogatch, de l'autre côté de la rive, et deux ans plus tard, une route carrossable fut ouverte jusqu'à Tourotchak..
Les années 1960 et 1970, avec l'arrivée d'une classe moyenne venant de Novossibirsk ou de Moscou, ont marqué le début de l'essor du tourisme dans le village, avec des bus de touristes venus voir le lac.

### Fédération de Russie

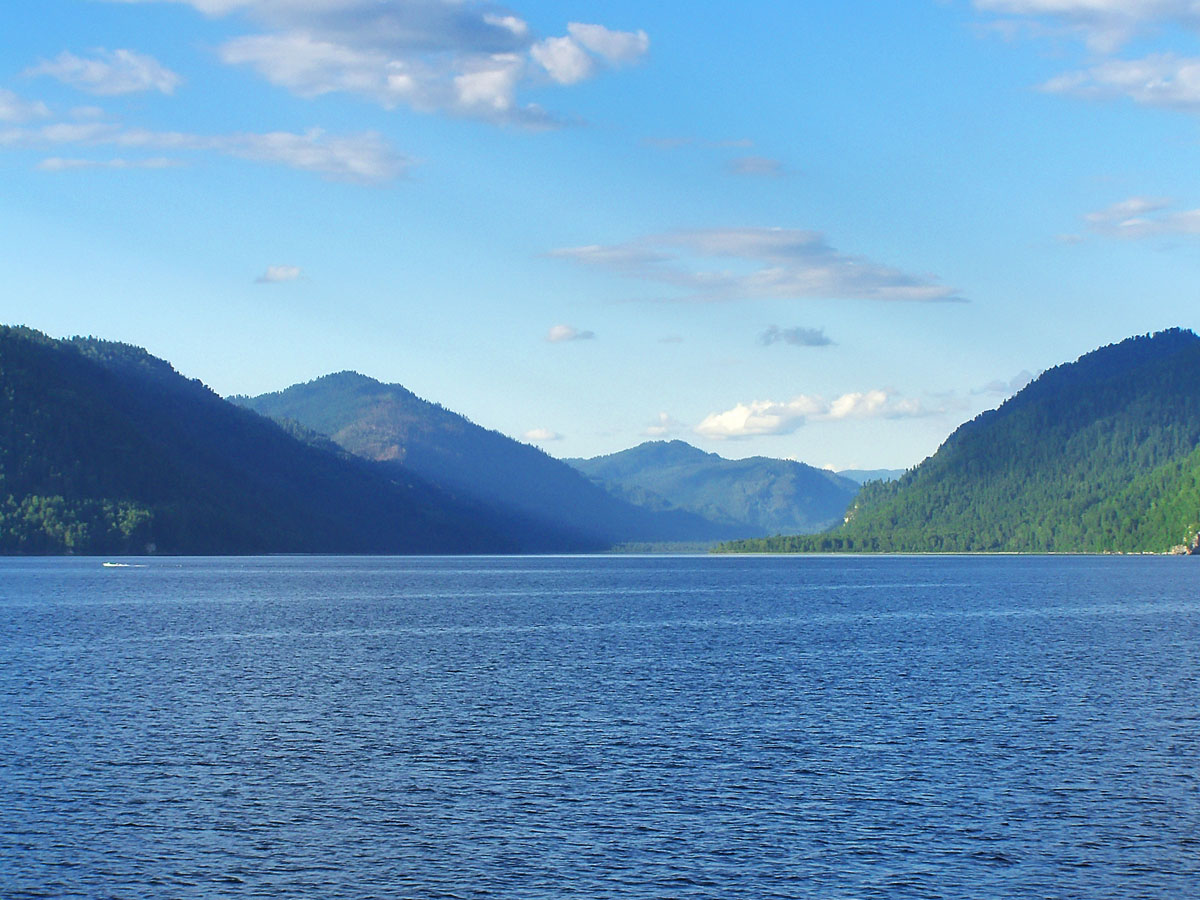
Le Teletskoïe est depuis 1992 inscrit au patrimoine mondial.

En 1992, le lac Teletskoïe fut inscrit au patrimoine mondial en tant que partie du site des montagnes dorées de l'Altaï. La même année, un service de sauvetage fut créé, basé à Artybach, pour secourir les touristes sur le lac et dans les montagnes environnantes.
Depuis 1998, le bureau de gestion de la réserve naturelle de l'Altaï, autre partie du site inscrit à l'UNESCO, se trouve dans le village.
Pendant la fin des années 1990 fut construite une nouvelle église dédiée à la Mère de Dieu.
Depuis 2004 est basé à Artybach un centre de surveillance de la pureté de l'eau du lac.
En 2006, la municipalité rurale d'Artybach est fondée, avec pour chef-lieu le village d'Artybach.
En juin 2013, le village a subi des inondations. Cette même année, un plan local d'urbanisme fut créé afin de réguler le développement du village qui s'étend de plus en plus en raison de l'afflux accru de touristes.
Début juin 2023, des inondations ont eu lieu sur le lac Teletskoïe, inondant le rivage du village.

## Population et société

### Démographie
Recensements (*) et estimations de la population,,,:
| 1893 | 1899 | 1911 | 1926* |
| ---- | ---- | ---- | ----- |
| 82   | 86   | 300  | 234   |

| 2002 | 2008 | 2009 | 2010* |
| ---- | ---- | ---- | ----- |
| 542  | 519  | 530  | 560   |

| 2011 | 2012 | 2013 | 2014 |
| ---- | ---- | ---- | ---- |
| 561  | 573  | 578  | 600  |

| 2015 | 2016 | 2021* | - |
| ---- | ---- | ----- | - |
| 612  | 602  | 616   | - |

En 2002, sur les 542 habitants, il y avait 71 % de Russes, soit 384 habitants.

### Culture locale et services
Grâce au tourisme, le village dispose de très nombreux services, dont un hôpital, un bureau de poste, un bureau de la Sberbank, un commissariat, une foresterie, etc. Il y a une bibliothèque, une maison de la culture, une école secondaire et une primaire.

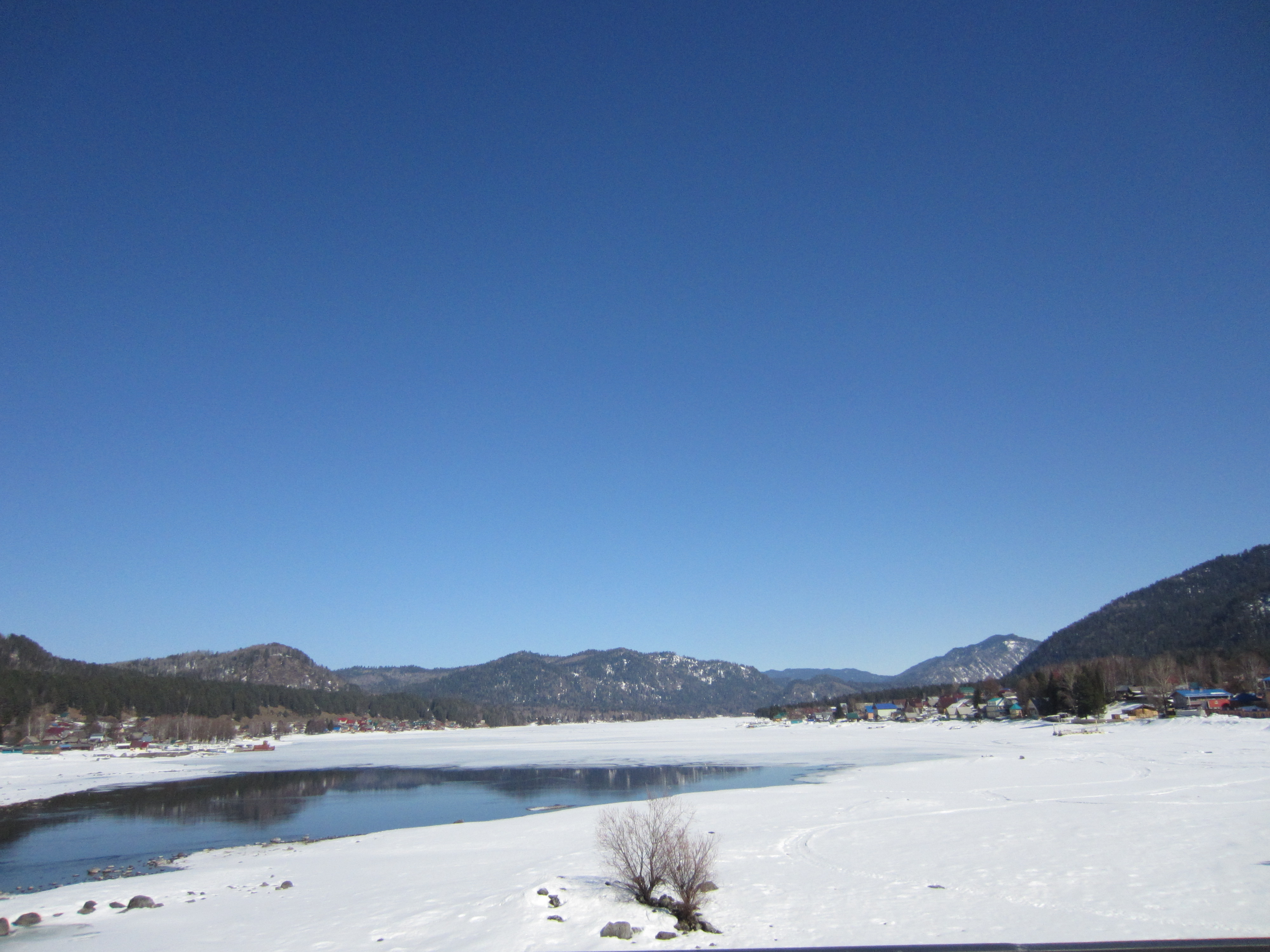
Fin mars, le lac est encore glacé.

Un centre de l'Institut de systématique et d'écologie des animaux, un institut de la branche sibérienne de l'Académie des sciences de Russie étudiant la faune et la flore des montagnes de l'Altaï et l'ichtyofaune du lac se trouve à la périphérie du village.
Il y a aussi un musée d'histoire locale (« Ermi-Tach ») ainsi qu'une église orthodoxe dédiée à la Mère de Dieu. Un monument rend hommage aux 35 morts du village de la Seconde Guerre mondiale. On trouve aussi une stèle en pierre représentant l'emblème du lac.
Une galerie d'artistes locaux se trouve près de la stèle, qui présente des œuvres d'artiste représentant le Teletskoïe ou ses environs, et des œuvres d'artiste ayant vécu dans la région. Une autre galerie est spécialement dédiée à un artiste local, Chilkine Leonid Alekseïevitch, présentant ses œuvres inspirés du paysage local.
De nombreux évènements culturels ont lieu dans le village chaque année :
1. Premier week-end de juin : Coupe Biia, un concours de rafting pour les amateurs et professionnels
2. Mi-juin : « Tiouriouk Baïram », un festival culturel des Altaïens du Nord
3. Dernier week-end de juin : Festival de chant « Chant d'Or du Lac d'Or »
4. Dernier dimanche de juin : Fête de l'eau de Teletskoïe
5. 20 août : Compétition de natation dans les eaux du lac
6. Seconde quinzaine de septembre : « Fête des villages », une fête des habitants (et visiteurs) des villages d'Artybach et de Iogatch, avec des concours, concerts de danse et chants, expositions, etc.
7. 23 février : Rallye de neige du Teletskoïe, une course en motoneige sur le lac[15],[16].

## Économie et transports
L'économie du village d'Artybach est diversifiée, avec d'une part le secteur primaire et d'autre part le secteur tertiaire. On retrouve ainsi de l'industrie sylvicole, de la pêche, de l'agriculture, de l'élevage, avec une laiterie ; mais aussi du commerce et du tourisme, avec de nombreux campings, hôtels et autres gîtes pour les touristes. Il y a beaucoup d'artisanat, destiné aux touristes. Le tourisme est surtout en été, avec de nombreux touristes des centres urbains (Novossibirsk, Barnaoul, Gorno-Altaïsk, etc.). La rue Teletskaïa (« rue du Teletskoïe »), qui longe la rive, est presque exclusivement composée de bâtiments dédiés aux touristes, les habitants vivants dans les rues derrière.

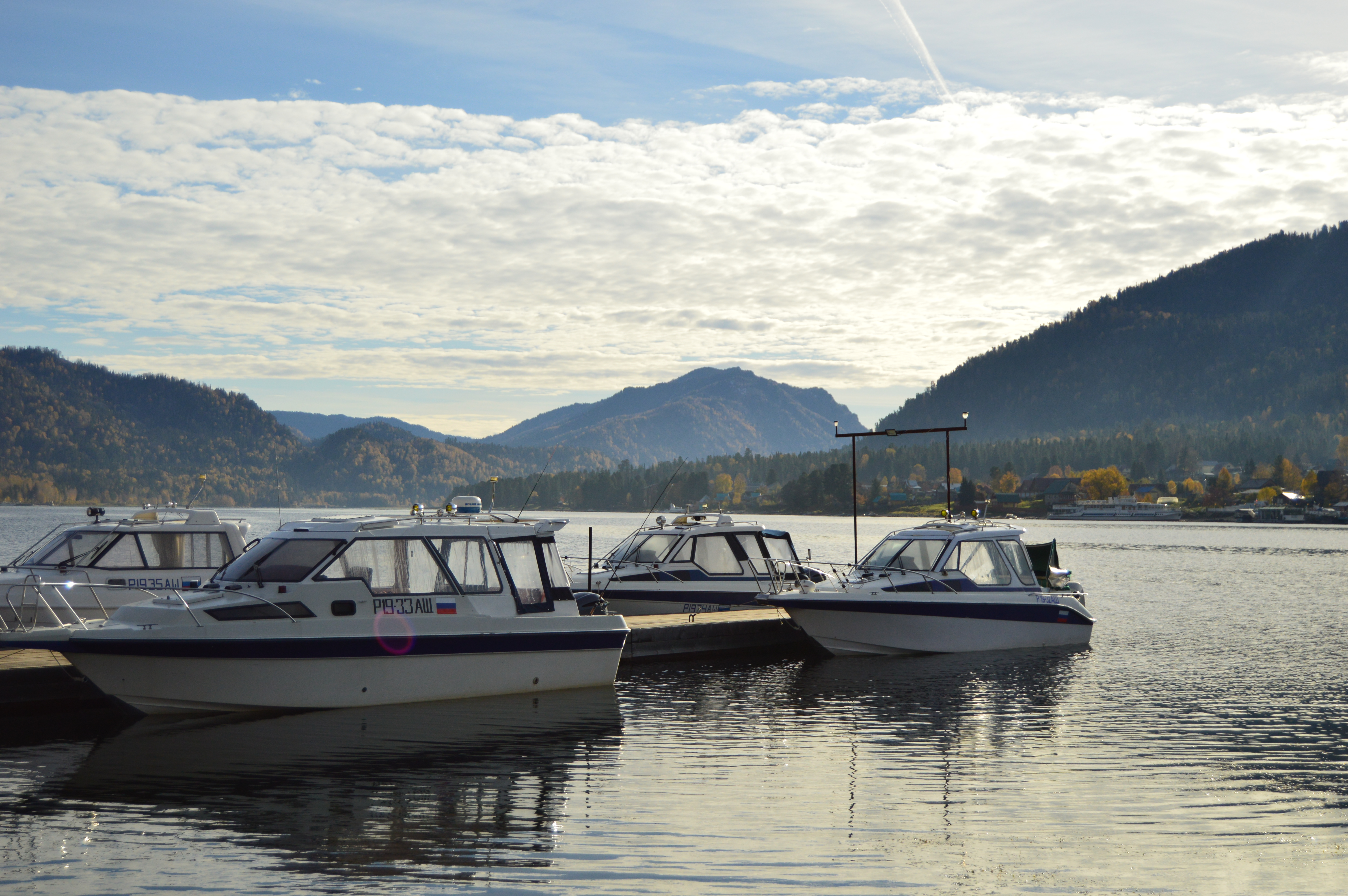
Bateaux de plaisance.

Une partie importante du tourisme est représentée par les excursions sur le lac Teletskoïe, en été ou en hiver, avec de nombreux bateaux. Une des activités les plus pratiquées est la pêche, bien que fortement régulée dû à la protection de l'espace, les poissons devant être relâchés. Il y a dans le lac des ombres, vairons, brochets, et surtout des corégones. Outre les excursions sur le lac, des randonnées en cheval et des pédestres peuvent se faire dans les environs du village.
Pour le logement des touristes, il y a plusieurs hôtels et campings, mais surtout de nombreux gîtes. Ainsi, près d'une maison sur deux dans le village est au moins partiellement une maison d'hôte. De nombreux restaurants bordent le lac, et on trouve des épiceries, et d'autres commerces.
Concernant les transports, le village est depuis 2020 le terminus d'une branche de la route fédérale R256. Cette branche, nommée la « route du Teletskoïe », fait 140 km, depuis Maïma (Gorno-Altaïsk) où se trouve l'axe principal de la R256 jusqu'à Artybach. La route dessert par ailleurs Verkh-Biïsk et Kebezen sur son parcours, et elle est intégrée à la R256 depuis 2020.
En termes de transports en commun, la ligne régionale 911 fait terminus dans le village, ligne qui commence à Barnaoul.
Un pont en béton armé traverse la Biia, reliant le village à Iogatch, sur la rive sud. Ce pont, succédant à lui en bois de 1954, fut construit en 2002.

## Galerie

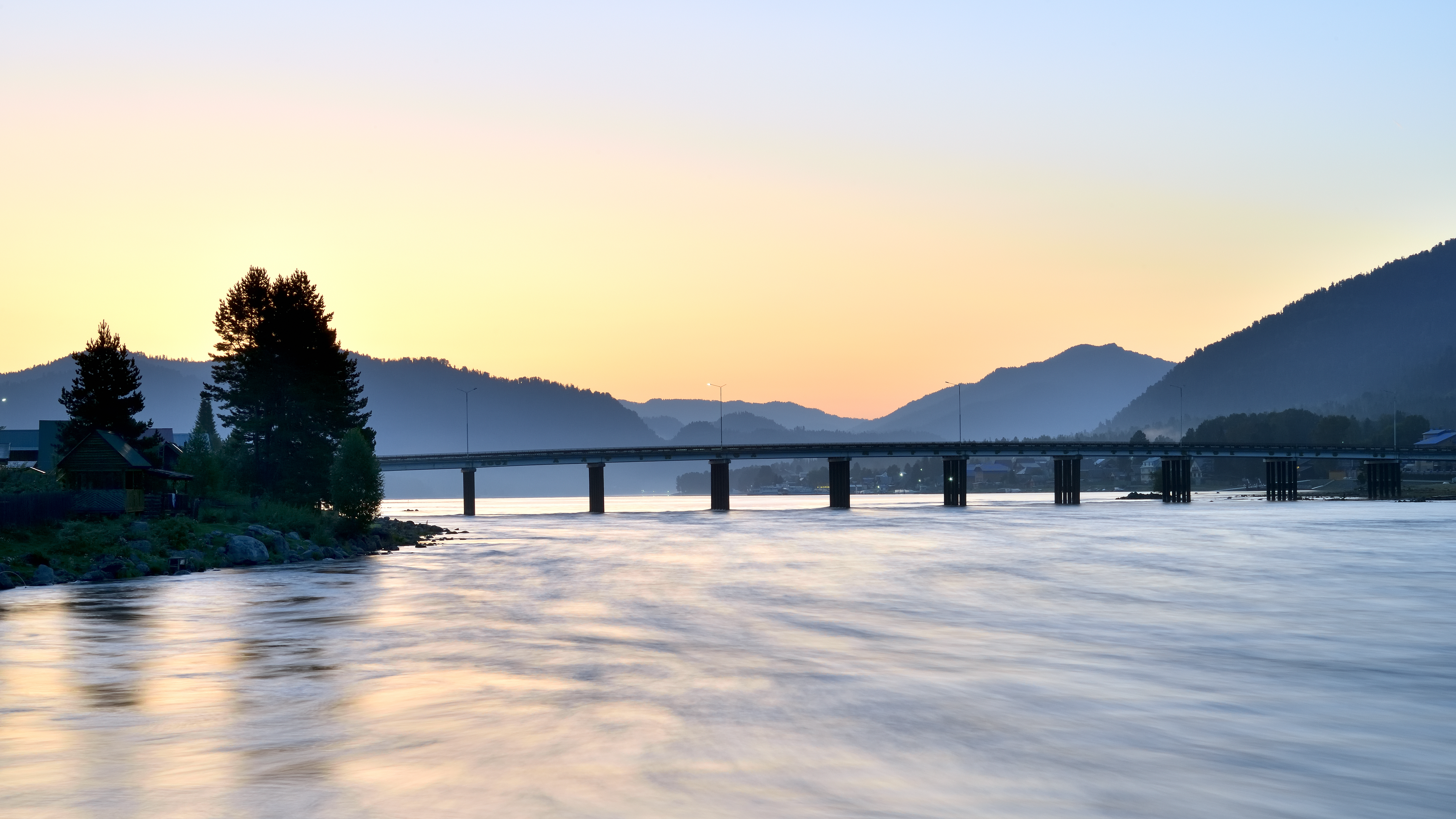
Pont sur la Katoun vers 2 heures du matin en plein été.
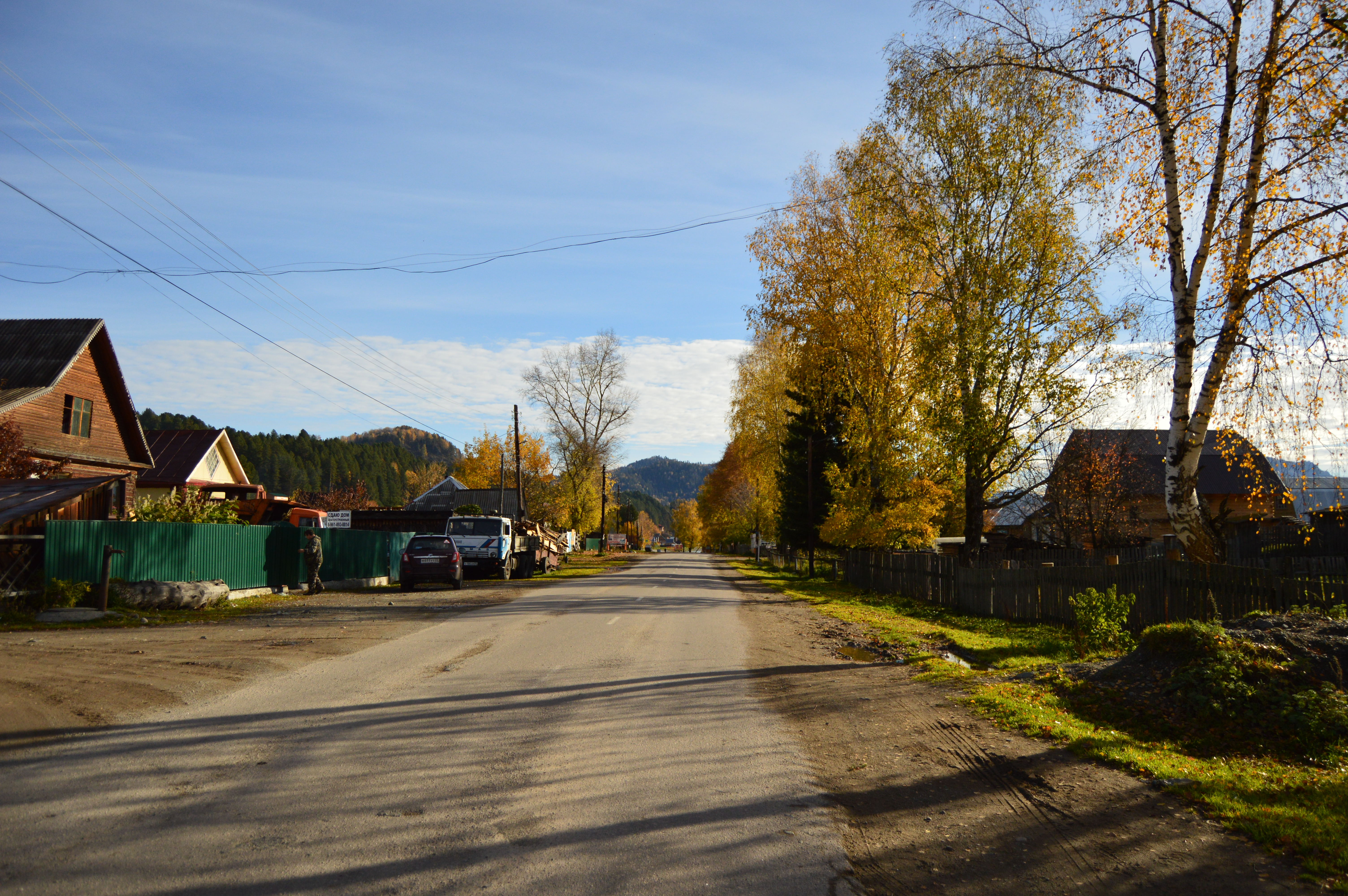
Rue du village
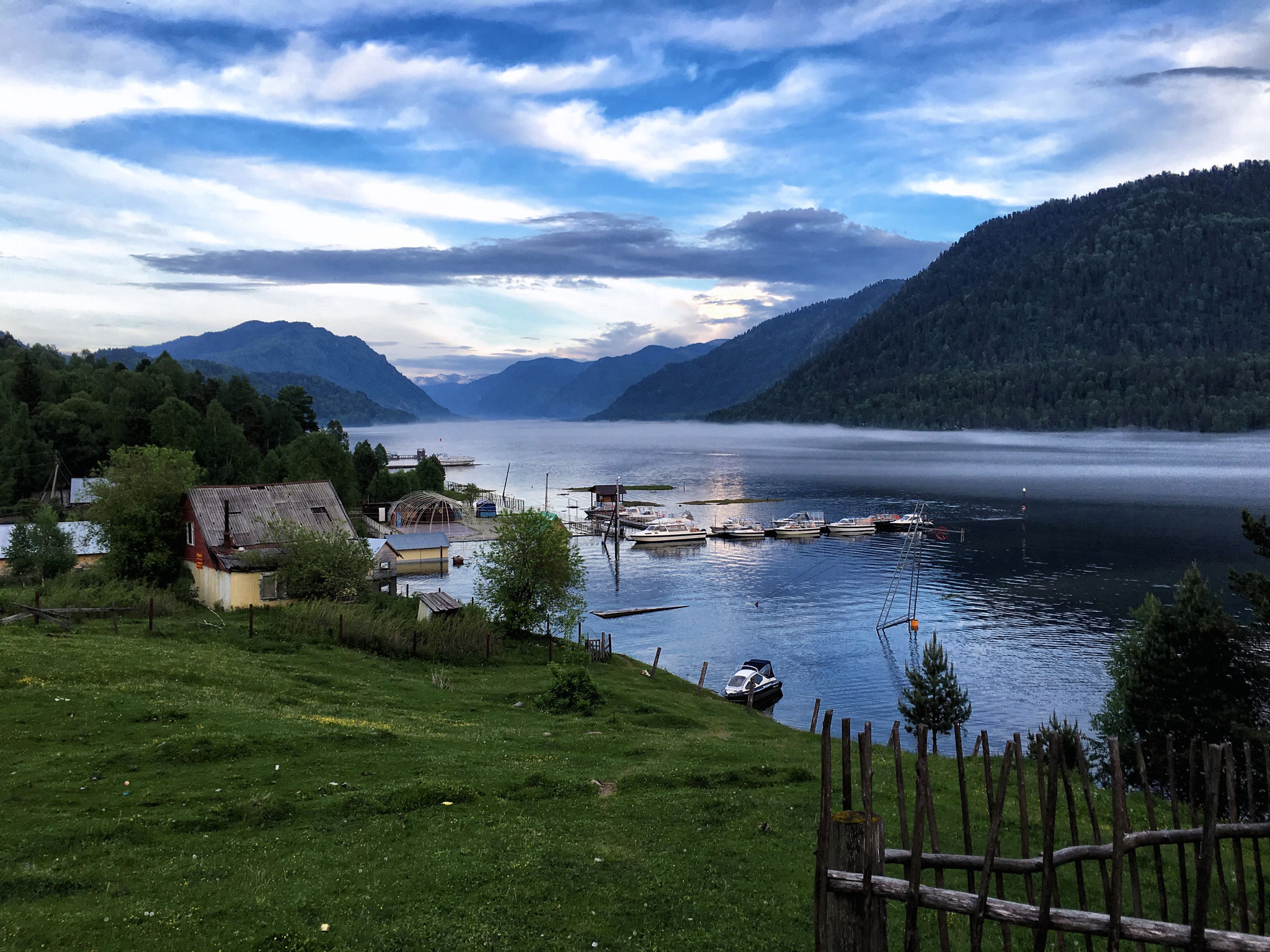
Bateaux et maisons sur le rivage.
Partie du village au premier plan et Iogatch en arrière-plan.
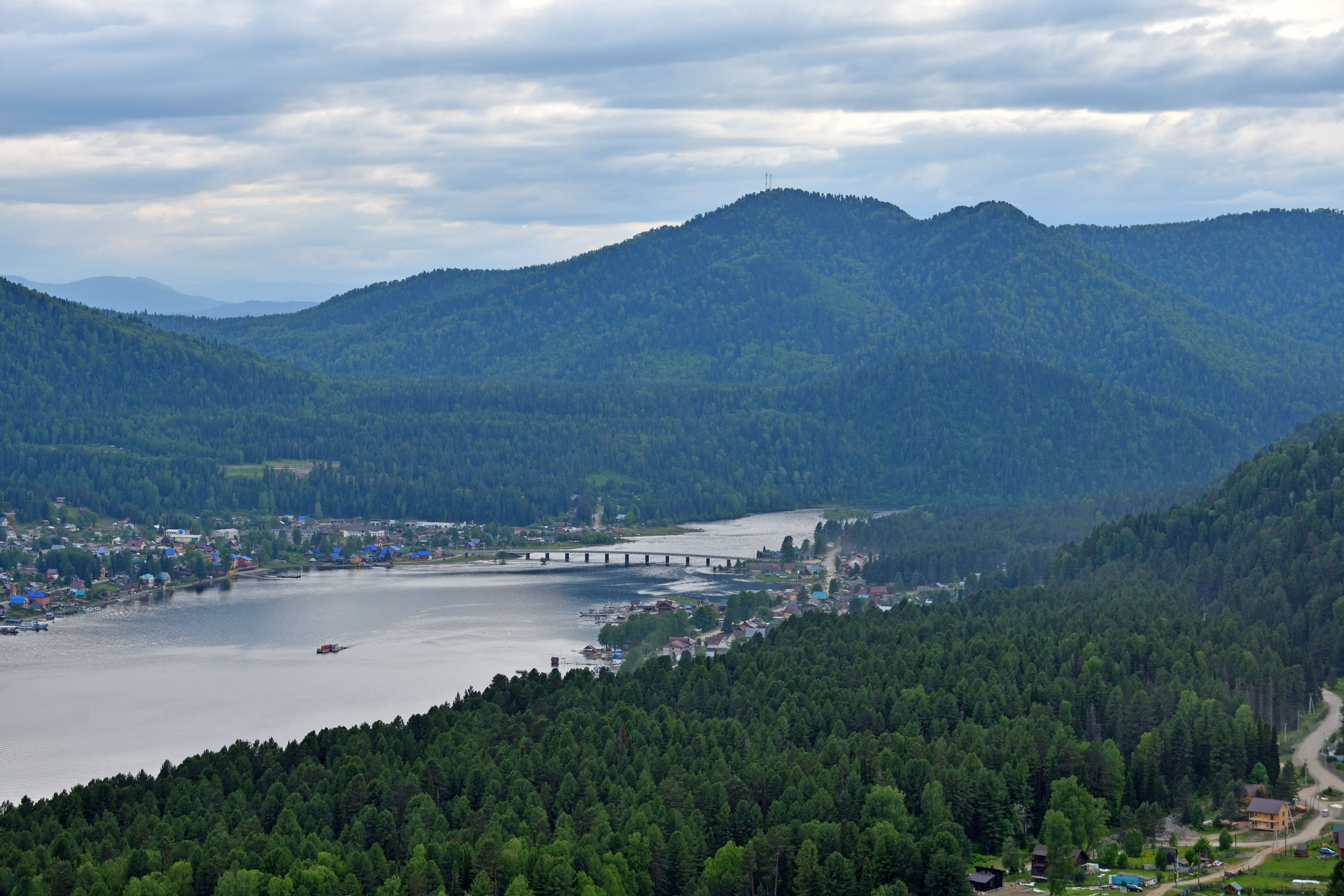
Artybach (à droite du lac) et Iogatch (à gauche).

### Ouvrages officiels
: document utilisé comme source pour la rédaction de cet article.
- (ru) Commune rurale d'Artybach, КАРТА ФУНКЦИОНАЛЬНЫХ ЗОН С. АРТЫБАШ АРТЫБАШСКОГО СЕЛЬСКОГО ПОСЕЛЕНИЯ ТУРОЧАКСКОГО РАЙОНА РЕСПУБЛИКИ АЛТАЙ М: 1:10000 [« Carte des zones fonctionnelles du village d'Artybach de la municipalité rurale d'Artybach du raïon de Tourotchak de la république de l'Altaï (échelle: 1:10000) »] (lire en ligne)
- (ru) V. N. Kliouchnikov (Directeur), G. N. Bakhourov (Architecte en chef) et G.Ya. Sizova (Chef de service), ГЕНЕРАЛЬНЫЙ ПЛАН ЧАСТИ - МО «АРТЫБАШСКОЕ СЕЛЬСКОЕ ПОСЕЛЕНИЕ» - ПОЯСНИТЕЛЬНАЯ ЗАПИСКА - Том I - Материалы по обоснованию проектных решений [« PLAN DIRECTEUR PARTIEL - MO « COMMUNE RURALE D'ARTYBACH » - NOTE EXPLICATIVE - Volume I - Documents sur la justification des décisions de conception »], Barnaoul,‎ 2013 (lire en ligne)